# Чирки (Свердловская область)
Чирки — деревня в Таборинском районе Свердловской области России.

## Географическое положение
Деревня Чирки муниципального образования «Таборинского муниципального района» расположена на левом берегу реки Волчимья (левый приток реки Тавда) в 331 км к северо-востоку от Екатеринбурга, в 43 километрах (по автотрассе в 58 километрах) к северу от районного центра села Таборы.

## История
Одно время была центром Чирковского сельсовета. 18 июня 1954 года указом Президиума Верховного совета РСФСР Чирковский и Озёрский сельсоветы были объединены в один Озёрский сельсовет. 1 января 2006 года вошла в состав Унже-Павинского сельского поселения.

## Население
По переписи 2010 года население деревни составляло 3 человека.
| 2002 | 2010 |
| ---- | ---- |
| 5    | ↘3   |

## Климат
Климат континентальный с холодной зимой и тёплым летом.